# 空警-600
空警-600（缩写：KJ-600）是由西安飞机工业集团設計製造的艦載固定翼空中預警機，預計将於2024年后被部署在中国人民解放军海军的福建号航空母舰和004型航空母艦上。

## 设计和开发
項目的研發由中航工業第一飞机设计研究院的总设计师段卓毅所帶領的團隊負責。2012年其前身JZY-01固定翼預警試驗機，一架經過特種改造的運-7，就已經在陸地試飛。該飛機採用2颱FWJ-6C型4000千瓦級渦輪螺旋槳引擎，並安裝了一部大型主動相控陣雷達。
空警-600與E-2空中預警機在外表上極為相似，其模型曾在2019年6月1日被發現於武漢市的水泥航母，與殲-15同框。
2020年8月29日，空警-600於陝西閻良首飛。

## 主要用户
- 中华人民共和国
  -  中国人民解放军海军

## 规格（KJ-600）
参考资料：
基本信息
- 机组：5-6
- 長度：18.14（59英尺6英寸）
- 翼展：25（82英尺）
- 高度：5.72（18英尺9英寸）
- 空重：25,401（56,000磅）
- 总重：30,481（67,200磅）
- 发动机：2台株洲渦槳-6C渦輪螺旋槳發動機，每台3,805千瓦特（5,103匹馬力）(FWJ-6C)
- 螺旋桨：6桨叶等速羽化和可逆螺旋槳

性能
- 最大速度：693每小時（431英里每小時；374節）
- 航程：1,250（777英里；675海里）
- 转场航程：2,800（1,740英里；1,512海里）
- 升限：15,000（50,000英尺）

航電

- KLC-7「絲路眼」圓形主動相位陣列雷達

### 與E-2差異
尽管空警600與美國E-2系列在氣動上相似度很高，都是多重H垂尾+大型直線主翼+背負式碟形天線罩/單面陣設計，但是其与E-2仍然拥有着许多肉眼可見的区别，包括但不限于：
- 空警600平尾垂尾上半部比下半部更高，而E-2則相反；
- 引擎艙整體外形及滑槳進、排氣口位置不一樣，且進氣口數量也不一樣，如空警600引擎艙仅至襟翼前缘，E-2引擎艙則延伸至主翼后缘；
- 空警600為六叶桨，E-2則為八叶桨；
- 空警600机身三面均无明显外挂物或其他结构，仅可见刀形天线，E-2机身右侧有突出的环控系统换热器，下方有盘状CEC端射天线；
- 空警600增大了驾驶舱的容积，更為凸出機身上方及寬闊，以提升机组人员舒适性；
- 空警600玻璃窗為4块较小平面风挡；空警600玻璃窗為6块较大弧形风挡
- E-2系列機鼻只有氣象雷達，但空警600有大得多的雷達罩，甚至比戰鬥機的大不少，懷疑和戰鬥機雷達一樣具備射控功能，具備協同接戰能力（CEC）。